# علم الدم
علم الدم (بالإنجليزية: hematology) هو فرع من فروع الطب يهتم بالدراسة والتشخيص والعلاج والوقاية من الأمراض المتعلقة بالدم. علم الدم يشتمل كذلك على دراسة سببية الأمراض الدموية. وهذا العلم ضالع بمعالجة الأمراض التي تؤثر على إنتاج الدم ومكوناته، مثل خلايا الدم، والهيموجلوبين، وبروتينات الدم، وآلية تخثر الدم. والإجراءات المخبرية التي تدرس الدم يؤديها غالبا التقني الطبي. علماء الدم (بالإنجليزية: hematologists) يقومون كذلك بفحوصات الأورام والعلاج الطبي للسرطان.
الأطباء المتخصصون في الدم يقال لهم  hematologists أو haematologists، عملهم الاعتيادي يشمل رعاية وعلاج المرضى الذين يعانون من أمراض دموية، وبالرغم من ذلك فبعضهم قد يعمل في مختبر الدم يفحص شرائح مسحات الدم وشرائح مسحات نخاع العظام تحت المجهر، ويفسر نتائج فحوصات الدم المتنوعة ونتائج فحوصات تخثر الدم. وفي بعض المؤسسات قد تجد علماء الدم يديرون مختبر الدم. الأطباء العاملين بمختبرات الدم -وغالبا ما يكونون مدراءه- هم علماء أمراض متخصصين في تشخيص أمراض الدم يقال لهم hematopathologists (علماء أمراض الدم)، علماء الدم وعلماء أمراض الدم يعملون غالبا متعاونين ليقررون التشخيص ويحددون أفضل علاج ممكن عند الحاجة، علم الدم يعدّ علم فرعي مستقل بذاته مندرج تحت الطب الباطني، وهو كذلك علم مندرج تحت طب الأورام. وقد يتخصص عالم الدم في مسار دقيق ذو اهتمام خاص، على سبيل المثال في:
- علاج اضطرابات النزيف مثل الهيموفيليا و قلة الصفيحات المجهول السبب.
- علاج الأورام الدموية مثل ليمفوما و ليوكيميا
- علاج أمراض الهيموجلوبين
- علم نقل الدم وأعمال بنك الدم
- علم نخاع العظام وزراعة الخلايا الجذعية.

## العلوم والآليات المرتبطة
- عد دموي شامل
- سرعة ترسب الدم أو تثقله
- قثطرة شريانية أي تصوير الأوعية الدموية
- فحص نخاع العظم
- تحليل الدم وفيه يقاس مستويات مصل الدم وفيتامين بي 12 والفولات المستوية
- قياس الوقت والنبض وحركة الدم وجريانه
- البروتينات الكهربائي
- الهيموغلوبين الكهربائي
- إيوس